# Пенхово
Пенхово (пол. Pęchowo) — село в Польщі, у гміні Злотники-Куявські Іновроцлавського повіту Куявсько-Поморського воєводства.
Населення — 282 особи (2011).
У 1975-1998 роках село належало до Бидгощського воєводства.

## Демографія
Демографічна структура станом на 31 березня 2011 року:
|          | Загалом | Допрацездатний вік | Працездатний вік | Постпрацездатний вік |
| -------- | ------- | ------------------ | ---------------- | -------------------- |
| Чоловіки | 140     | 20                 | 112              | 8                    |
| Жінки    | 142     | 23                 | 93               | 26                   |
| Разом    | 282     | 43                 | 205              | 34                   |